# Alvaro Cecati
Alvaro Cecati (Roma, 11 novembre 1922 – ...) è stato un calciatore italiano, di ruolo attaccante.

## Carriera
Nel Campionato romano di guerra 1943-1944 gioca con l'Elettronica, con cui disputa 11 partite e mette a segno 6 reti.
Dopo la fine della Seconda guerra mondiale si accasa al Civita Castellana, squadra laziale con la cui maglia nella stagione 1945-1946 partecipa al campionato di Serie C.
A fine stagione viene ceduto al Rieti, società neopromossa in Serie B; con il Rieti nella stagione 1947-1948 gioca 31 partite e realizza 8 reti, che fanno di lui il miglior marcatore stagionale della sua squadra alla pari con Ermes Borsetti. Viene poi riconfermato dal Rieti anche per la stagione 1947-1948, al termine della quale la squadra laziale retrocede dalla Serie B alla Serie C dopo un biennio nella serie cadetta; in questo campionato Cecati gioca 16 partite senza mai segnare.
A fine stagione si accasa al Benevento: con i giallorossi nella stagione 1948-1949 disputa il campionato di Serie C.